# Boult
Boult és un municipi francès situat al departament de l'Alt Saona i a la regió de Borgonya - Franc Comtat. L'any 2007 tenia 521 habitants.

## Demografia

### Població
El 2007 la població de fet de Boult era de 521 persones. Hi havia 200 famílies, de les quals 40 eren unipersonals (20 homes vivint sols i 20 dones vivint soles), 60 parelles sense fills, 84 parelles amb fills i 16 famílies monoparentals amb fills.
La població ha evolucionat segons el següent gràfic:
Habitants censats

### Habitatges
El 2007 hi havia 229 habitatges, 201 eren l'habitatge principal de la família, 11 eren segones residències i 17 estaven desocupats. 197 eren cases i 32 eren apartaments. Dels 201 habitatges principals, 145 estaven ocupats pels seus propietaris, 49 estaven llogats i ocupats pels llogaters i 7 estaven cedits a títol gratuït; 1 tenia una cambra, 6 en tenien dues, 23 en tenien tres, 46 en tenien quatre i 125 en tenien cinc o més. 177 habitatges disposaven pel capbaix d'una plaça de pàrquing. A 77 habitatges hi havia un automòbil i a 114 n'hi havia dos o més.

### Piràmide de població
La piràmide de població per edats i sexe el 2009 era:
| Homes | Edats   | Dones |
| ----- | ------- | ----- |
| 0     | 95 o +  | 0     |
| 0     | 90 a 94 | 0     |
| 4     | 85 a 89 | 0     |
| 12    | 80 a 84 | 4     |
| 16    | 75 a 79 | 4     |
| 4     | 70 a 74 | 8     |
| 20    | 65 a 69 | 8     |
| 4     | 60 a 64 | 8     |
| 12    | 55 a 59 | 8     |
| 20    | 50 a 54 | 4     |
| 8     | 45 a 49 | 20    |
| 40    | 40 a 44 | 20    |
| 20    | 35 a 39 | 4     |
| 16    | 30 a 34 | 24    |
| 8     | 25 a 29 | 4     |
| 8     | 20 a 24 | 4     |
| 12    | 15 a 19 | 16    |
| 4     | 10 a 14 | 16    |
| 12    | 5 a 9   | 28    |
| 24    | 0 a 4   | 36    |

## Economia
El 2007 la població en edat de treballar era de 323 persones, 268 eren actives i 55 eren inactives. De les 268 persones actives 246 estaven ocupades (126 homes i 120 dones) i 22 estaven aturades (8 homes i 14 dones). De les 55 persones inactives 21 estaven jubilades, 22 estaven estudiant i 12 estaven classificades com a «altres inactius».

### Ingressos
El 2009 a Boult hi havia 199 unitats fiscals que integraven 530,5 persones, la mediana anual d'ingressos fiscals per persona era de 18.300 €.

### Activitats econòmiques
Dels 13 establiments que hi havia el 2007, 1 era d'una empresa alimentària, 2 d'empreses de fabricació d'altres productes industrials, 2 d'empreses de construcció, 1 d'una empresa de transport, 1 d'una empresa financera, 5 d'empreses de serveis i 1 d'una empresa classificada com a «altres activitats de serveis».
Dels 2 establiments de servei als particulars que hi havia el 2009, 1 era una fusteria i 1 lampisteria.
L'únic establiment comercial que hi havia el 2009 era una fleca.
L'any 2000 a Boult hi havia 8 explotacions agrícoles que ocupaven un total de 540 hectàrees.

## Equipaments sanitaris i escolars
El 2009 hi havia una escola elemental integrada dins d'un grup escolar amb les comunes properes formant una escola dispersa.

## Poblacions més properes
El següent diagrama mostra les poblacions més properes.